# 举报人
举报人或称揭发人、告密人，是指揭发他人或组织的行为不检、不实或者非法的人士。这些被揭发的行为可以分为很多种类，如：违反法律、规章、条例或者威胁公众利益，又或如造假、危害公众安全卫生和贪污等。举报可能会在内部提出（譬如说是向组织内部的其他人员）或者向外界诉求（如：立法者、法律机构、媒体或者关注人士）。以公平正义动机为前提，维护公众利益为目的的举报人则被称为吹哨人。
第一条有关保护举报人的法律于1778年7月30日通过殖民国会。1777年举报人Richard Marven和Samuel Shaw遭受殖民海军总司令Esek Hpkins的报复事件后，殖民国会便敦促制订此条法律。国会宣布，美国会为这两名举报人所受Esek Hopkins的诽谤诉讼提供辩护。随后国会也宣告，所有为美国效力以及在其国土上生活的居民，均有责任告会国会或者相关部门政府公务官员不检点、造假和不良的行为。在美国宪法通过七十五年后，美国正饱受南北战争的摧残。国会制订最早的一条保护举报人的法律 ——1863年的造假举报法（于1986年修订），目的是要对抗军事供应商的造假行为。在这条法律中，政府承诺回酬一定比例的获利作为奖金，还有保护举报人免受非法解雇以鼓励举报行为。
举报人频繁遭受报复，有时是被他们举报的机构或群体，有时候是其他受牵连的组织，有些报复行为甚至是非法的。有关举报人的合法性、举报行为的道德责任还有举报部门的评估，属于政治道德学的一部分。